# Arambourgia gaudryi
Arambourgia gaudryi è un rettile estinto appartenente ai coccodrilli. Visse nell'Eocene medio (circa 45 milioni di anni fa) e i suoi resti fossili sono stati ritrovati in Europa.

## Descrizione
Questo animale doveva essere di piccole dimensioni, e la taglia doveva essere all'incirca quella di un attuale caimano nano (gen. Paleosuchus). Al contrario della maggior parte degli alligatori attuali, Arambourgia non possedeva il caratteristico muso piatto e largo, ma possedeva un muso alto e corto. I denti non erano seghettati, ma conici e acuminati. Le orbite erano grandi, e le narici esterne erano probabilmente separate da una barra. 

## Classificazione
Arambourgia gaudryi è considerato un rappresentante degli alligatoridi, vissuto nell'Eocene medio in Europa. La specie è stato descritto per la prima volta nel 1905 da Giovanni Di Stefano; successivamente, nel 1990, venne considerato conspecifico con Allognathosuchus (poi Hassiacosuchus) haupti, un altro piccolo alligatoride dell'Eocene tedesco, ma ulteriori ricerche (Brochu, 2004) hanno messo in luce alcune differenze tra i due generi. Animali strettamente imparentati con Arambourgia sono l'europeo Hispanochampsa e il nordamericano Procaimanoidea.